# Param Vir Chakra
La Param Vir Chakra (en hindi परमवीर चक्र, littéralement « médaille des plus braves des braves ») est la plus haute décoration militaire des forces armées indiennes décernée pour bravoure face à l'ennemi. Elle fut créée en 1950 par le Président indien, et fut décernée rétrospectivement au 15 août 1947, jour de l'indépendance de l'Inde. Elle peut être remise à tout soldat de l'armée, sans considération de son rang ou de sa branche d'appartenance, pour un acte de bravoure au combat. Elle remplace la distinction britannique de la bravoure, la Croix de Victoria (Victoria Cross).
Les récipiendaires peuvent ajouter les lettres post-nominales PVC à leur nom.

## Historique
Quand l'Inde se transforme en république le 26 janvier 1950, le major général Hira Lal Atal, en charge de créer les décorations militaires indiennes, sollicite Savitri Khanolkar pour ses connaissances approfondies en mythologie, sanskrit et Védas. On lui confie donc la mission de dessiner la Param Vir Chakra, le plus prestigieux des honneurs militaires indiens, destiné à succéder à la Croix de Victoria,,.

## Description
Motivée par ses recherches sur l'histoire de l'Inde, Savitri Khanolkar choisit de rendre hommage à Shivaji, qu'elle voit comme l'un des plus grands guerriers de l'histoire. Elle opte pour la couleur violette pour l'insigne, symbolisant ainsi le courage et le sacrifice, et conçoit l'insigne sous la forme d'une roue, faisant écho à la roue du Dharma présente sur le drapeau indien. Le médaillon intègre le Vajra d'Indra et l'épée Bhavani de Shivaji, créant de cette manière un emblème national de la bravoure, qui est apposé sur un ruban violet et attaché à une barre pivotante,,.

## Récipiendaires
1. Major Som Nath Sharma (à titre posthume)
2. Lance Naik Karam Singh
3. Second Lieutenant Rama Raghoba Rane
4. Naik Jadu Nath Singh (à titre posthume)
5. Company Havildar Major Piru Singh Shekhawat (à titre posthume)
6. Capitaine Gurbachan Singh Salaria (à titre posthume)
7. Major Dhan Singh Thapa
8. Subedar Joginder Singh (à titre posthume)
9. Major Shaitan Singh (à titre posthume)
10. Company Quarter Master Havildar Abdul Hamid (à titre posthume)
11. Lieutenant-Colonel Ardeshir Burzorji Tarapore (à titre posthume)
12. Lance Naik Albert Ekka (à titre posthume)
13. Flying Officer Nirmal Jit Singh Sekhon (à titre posthume)
14. Second Lieutenant Arun Khetarpal (à titre posthume)
15. Major Hoshiar Singh
16. Naib Subedar Bana Singh
17. Major Ramaswamy Parameshwaran (à titre posthume)
18. Capitaine Manoj Kumar Pandey (à titre posthume)
19. Grenadier Yogendra Singh Yadav
20. Fusiller Sanjay Kumar
21. Capitaine Vikram Batra (à titre posthume)